# Архимандрит Елефтериос (Нуфракис)
Елефтериос Нуфракис (грч. Ελευθέριος Νουφράκης; Алонес, Крит 1872 — 5. август 1941) био је грчки архимандрит и војни свештеник. Прославио се храброшћу јер је одслужио литургију у Аја Софији у Цариграду 19. јануара 1919. године, иако је она тада била џамија. Рођен је у малом планинском селу Алонес у општини Ретимно на отоку Криту, као Пајсије, а монашко име му је Елефтериос (у преводу на српски Слободан).

## Литургија у Светој Софији, прва након 466 година
Као војни свештеник служио је у Другој грчкој дивизији, са којом је учествовао у Малоазијској кампањи и дошао до Анкаре. Рат се касније окренуо у турску корист. На почетку 1919. године, када су двије грчке дивизије кренуле у савезничку мисију у Украјини, накратко су се зауставиле у Цариграду, који је тада био под управом савезничких снага, које су побиједиле у Првом свјетксом рату. Отац Елефтериос је испланирао да одслужи Литургију у Светој Софији, а официри га прво нису подржали, јер би се то схватило као провокација. Ипак су пристали да подрже свештеника и отишли су с њим у цркву-џамију. Вратар их је питао шта желе, али га је љутити поглед пуковника Франциса оставио њемог и укоченог. Пронашли су два стола за богослужбене потребе, а остале свете предемете су понијели са собом у цркву. Тада је први пут након 466 година у тој цркви одслужена Литургија. У међувремену Турци су почели да улазе у цркву. Нису одмах могли да схвате шта им се дешава пред очима. Број Турака се увећавао, а атмосфера је постајала све напетија. Глас о томе шта се у цркви-џамији дешава се брзо пронијела градом и многи локални Грци су кренули ка Светој Софији. Пратили су Литургију с одушевљењем, а многи и са сузама радосницама. Сви присутни официри су се причестили. Грци су били у животној опасности јер су их Турци гурали и ударали. Наишао је један турски званичник и све присутне изненадио ријечима: Пустите их да прођу. То је говорио с мржњом, али је знао да тада није било у интересу Турске да побије или ухапси грчке официре. Тада су у Цариграду биле двије грчке дивизије, а град у рукама побједника у Првом свјетском рату. Када су напуштали потру цркве један Турчин је оца Елефтериоса погодио великим штапом у раме, од чега је пао на кољена. Мајор Лиароматис и капетан Стаматис су разоружали Турчина, који је био спреман да новим ударцем убије архимандрита. Укрцали су се на грчки ратни брод са побједничким осјећајем у срцима.
Ипак је тај догађај проузроковао дипломатски инцидент. Савезници су то осудили и уложили протестну ноту грчком премијеру Елефтериосу Венизелосу, који је формално, јавно укорио оца Лефтериса, а тајно му је честитао на храбрости и патриотизму.

## Црквено-војна служба
Био је учесник свих ратова своје земље, за свога живота, као војни свештеник. Рањаван је током Балканских ратова, Првог свјетског рата, а умире од промрзлина којe је добио на фронту сјеверног Епира, почетком Другог свјетског рата. При нападу Мусолинија на Грчку, преко Албаније, иако на крају седме деценије живота, јавио се да иде као добровљац на фронт. Због болести је повичен из првих борбених редова. Имовину је завјештао Опћој болници у Реметину и Удружењу слијепих и слабовидих Грчке. Умире ноћ пред празник Преображење Господње 1941. године. Пошто су Цариградска патријаршија и Атинска архиепископија тада већ прешле на нови календар, то је било 5. августа.

## Спомен
Његов подвиг служења у Светој Софији је био непознат, не само српској него и цјелокупној црквеној јавности. Његовог имена није било, ни као фусноте, у савременој историји Грчке. Крајем 20. и почетком 21. вијека је неколико новинских чланака изашло о њему, као и двије књиге. Након тога му је подигнут споменик и уређен гроб у родном мјесту.